# Schultesia pohliana
Schultesia pohliana är en gentianaväxtart som beskrevs av Prog.. Schultesia pohliana ingår i släktet Schultesia och familjen gentianaväxter. Inga underarter finns listade i Catalogue of Life.